# Barbacenia seubertiana
Barbacenia seubertiana är en enhjärtbladig växtart som beskrevs av Goethart och Johannes Jan Theodoor Henrard. Barbacenia seubertiana ingår i släktet Barbacenia och familjen Velloziaceae. Inga underarter finns listade.